# Etelfleda
Etelfleda, Senhora dos Mércios (Æthelflæd, também Aethelfled, Æthelfleda ou Ethelfled; c. 870 – Tamworth, 12 de junho de 918) governou a Mércia, nas Midlands inglesas, de 911 até sua morte. Foi a filha mais velha de Alfredo, o Grande, rei do reino anglo-saxão de Wessex e de sua esposa Elesvita.
Etelfleda nasceu por volta de 870 no auge das invasões viquingues da Inglaterra. Em 878, a maior parte da Inglaterra estava sob o domínio viquingue dinamarquês - Ânglia Oriental e Nortúmbria tendo sido conquistadas e a Mércia dividida entre os ingleses e os viquingues - mas naquele ano Alfredo obteve uma vitória crucial na Batalha de Edington. Logo depois, a metade ocidental da Mércia, controlada pelos ingleses, ficou sob o governo de Etelredo, Senhor dos Mércios, que aceitou a soberania de Alfredo. Alfredo adotou o título de Rei dos Ingleses, afirmando governar todos os ingleses que não viviam em áreas sob controle viquingue. Em meados da década de 880, Alfredo selou a aliança estratégica entre os reinos ingleses sobreviventes casando Etelfleda com Etelredo.
Etelredo desempenhou um papel importante na luta contra os novos ataques viquingues na década de 890, junto com o irmão de Etelfleda, o futuro rei Eduardo, o Velho. Etelredo e Etelfleda fortificaram Worcester, deram generosas doações às igrejas da Mércia e construíram uma nova igreja em Gloucester. A saúde de Etelredo provavelmente piorou no início da década seguinte, após o que é provável que Etelfleda fosse a principal responsável pelo governo da Mércia. Eduardo foi bem-sucedido como rei dos anglo-saxões em 899 e, em 909, enviou uma força saxã ocidental e mércia para atacar o norte de Danelaw. Eles voltaram com os restos mortais do santo real da Nortúmbria, Osvaldo, que foram transladados para a nova igreja de Gloucester. Etelredo morreu em 911 e Etelfleda então governou a Mércia como Senhora dos Mércios. A ascensão de uma governante na Mércia é descrita pelo historiador Ian Walker como "um dos eventos mais exclusivos do início da história medieval".
Alfredo havia construído uma rede de burhs fortificados e, na década de 910, Eduardo e Etelfleda embarcaram em um programa de ampliá-los. Entre as cidades onde ela construiu defesas estavam Wednesbury, Bridgnorth, Tamworth, Stafford, Warwick, Chirbury e Runcorn. Em 917, ela enviou um exército para capturar Derby, o primeiro dos Cinco Burgos de Danelaw a cair nas mãos dos ingleses, uma vitória descrita por Tim Clarkson como "seu maior triunfo". Em 918, Leicester se rendeu sem lutar. Pouco depois, os líderes viquingues de Iorque ofereceram-lhe sua lealdade, mas ela morreu em 12 de junho de 918 antes que pudesse aproveitar a oferta, e alguns meses depois Eduardo completou a conquista da Mércia. Etelfleda foi sucedida por sua filha Elfuína, mas em dezembro Eduardo assumiu o controle pessoal da Mércia e levou Elfuína para Wessex.
Os historiadores discordam se a Mércia era um reino independente sob o governo de Etelredo e Etelfleda, mas concordam que Etelfleda foi uma grande governante que desempenhou um papel importante na conquista de Danelaw. Ela foi elogiada por cronistas anglo-normandos como Guilherme de Malmesbury, que a descreveu como "uma adesão poderosa à facção [de Eduardo], o deleite de seus súditos, o pavor de seus inimigos, uma mulher de alma generosa". De acordo com Pauline Stafford, "como ... Isabel I ela se tornou uma maravilha para as gerações posteriores". Na opinião de Nick Higham, os escritores medievais e modernos foram tão cativados por ela que a fama de Eduardo sofreu injustamente em comparação.

## Contexto
A Mércia era o reino dominante no sul da Inglaterra no século VIII e manteve sua posição até sofrer uma derrota decisiva para Wessex na Batalha de Ellendun em 825. Depois disso, os dois reinos tornaram-se aliados, o que seria um fator importante na resistência inglesa aos viquingues.
Em 865, o Grande Exército Pagão viquingue desembarcou na Ânglia Oriental e usou-a como ponto de partida para uma invasão. Os anglos orientais foram forçados a comprar a paz e no ano seguinte os viquingues invadiram a Nortúmbria, onde nomearam um rei fantoche em 867. Eles então se dirigiram para a Mércia, onde passaram o inverno de 867-868. O rei Burgredo da Mércia juntou-se ao rei Etelredo de Wessex e seu irmão, o futuro rei Alfredo, para um ataque combinado aos viquingues, que recusaram um combate; no final, os mércios compraram a paz com eles. No ano seguinte, os viquingues conquistaram a Ânglia Oriental. Em 874, os viquingues expulsaram o rei Burgredo e Cenulfo tornou-se o último rei da Mércia com o apoio deles. Em 877, os viquingues dividiram a Mércia, tomando as regiões orientais para si e permitindo que Cenulfo ficasse com as ocidentais. Ele foi descrito pela Crônica Anglo-Saxônica como "o tano de um rei tolo" que era um fantoche dos viquingues. A historiadora Ann Williams considera essa visão parcial e distorcida, de que ele foi aceito como um verdadeiro rei pelos mércios e pelo rei Alfredo. A situação se transformou no ano seguinte, quando Alfredo obteve uma vitória decisiva sobre os dinamarqueses na Batalha de Edington.
Não se tem registros de Cenulfo depois de 879. Seu sucessor como governante da metade ocidental inglesa da Mércia, o marido de Etelfleda, Etelredo, foi visto pela primeira vez em 881 quando, de acordo com o historiador do País de Gales medieval, Thomas Charles-Edwards, ele liderou uma invasão malsucedida mércia do Reino de Venedócia, no norte galês. Em 883, ele fez uma concessão com o consentimento do rei Alfredo, reconhecendo assim o senhorio de Alfredo. Em 886, Alfredo ocupou a cidade mércia de Londres, que estava nas mãos dos viquingues. Ele então recebeu a submissão de todos os ingleses que não estavam sob o controle viquingue e passou o controle de Londres para Etelredo. Na década de 890, Etelredo e Eduardo, filho de Alfredo e futuro sucessor, lutaram contra mais ataques viquingues. Alfredo morreu em 899 e a reivindicação de Eduardo ao trono foi contestada por Etelvoldo, filho do irmão mais velho de Alfredo. Etelvoldo juntou forças com os viquingues quando foi incapaz de obter apoio suficiente em Wessex, e sua rebelião só terminou com sua morte em batalha em dezembro de 902.

## Família
Etelfleda nasceu por volta de 870, filha mais velha do rei Alfredo, o Grande e de sua esposa mércia, Elesvita, que era filha de Etelredo Mucel, ealdormano dos Gaini, uma das tribos da Mércia. A mãe de Elesvita, Edebura, foi um membro da casa real da Mércia, provavelmente descendente do rei Cenulfo (796-821). Etelfleda era, portanto, meio-mércia e a aliança entre Wessex e a Mércia foi selada por seu casamento com Etelredo, Senhor dos Mércios. Eles são mencionados no testamento de Alfredo, que provavelmente data da década de 880. Etelfleda, descrita apenas como "minha filha mais velha", recebeu uma propriedade e 100 mancuses, enquanto Etelredo, o único ealdormano a ser mencionado pelo nome, recebeu uma espada no valor de 100 mancuses. Etelfleda foi registrada pela primeira vez como esposa de Etelredo em um foral de 887, quando ele concedeu duas propriedades à sé de Worcester "com a permissão e a assinatura do rei Alfredo" e os atestadores incluíam "Etelfleda conjux". O casamento pode ter ocorrido antes, talvez quando ele se submeteu a Alfredo após a recuperação de Londres em 886. Etelredo era muito mais velho do que Etelfleda e eles tiveram uma filha chamada Elfuína. Etelstano, o filho mais velho de Eduardo, o Velho e futuro rei da Inglaterra, foi educado em sua corte e, na opinião de Martin Ryan, certamente se juntou a suas campanhas contra os viquingues.
A ancestralidade de Etelredo é desconhecida. Richard Abels o descreve como "um personagem um tanto misterioso", que pode ter reivindicado o sangue real e ser parente do sogro do rei Alfredo, o ealdormano Etelredo Mucel. Na visão de Ian Walker: "Ele era um ealdormano real, cuja base de poder ficava no sudoeste da Mércia, no antigo reino dos Huícios em torno de Gloucester". Alex Woolf sugere que ele era provavelmente filho do rei Burgredo da Mércia e da irmã do rei Alfredo, Etelsvita, embora isso significasse que o casamento entre Etelfleda e Etelredo não era canônico, porque Roma proibia o casamento entre primos irmãos.

## Etelfleda e Etelredo
Em comparação com o restante da Inglaterra, grande parte da Mércia inglesa —Gloucestershire, Worcestershire, Herefordshire e Shropshire —ficou excepcionalmente estável na Era Viquingue. Não sofreu grandes ataques e não sofreu grande pressão de Wessex. O conhecimento mércio teve alto prestígio nas cortes de Alfredo e Eduardo. Worcester foi capaz de preservar uma continuidade intelectual e litúrgica considerável e, com Gloucester, tornou-se o centro de um renascimento mércio sob o reinado de Etelredo e Etelfleda que se estendeu às áreas mais instáveis de Staffordshire e Cheshire. As concessões mostram os líderes mércios apoiando o avivamento com sua generosidade para com as comunidades monásticas. Em 883 Etelredo concedeu privilégios à Abadia de Berkeley e na década de 890 ele e Etelfleda emitiram uma concessão em favor da igreja de Worcester. Essa foi a única ocasião na vida de Alfredo em que se sabe que eles agiram em conjunto; geralmente Etelredo agia por conta própria, muitas vezes reconhecendo a permissão do rei Alfredo. Etelfleda testemunhou concessões de Etelredo em 888, 889 e 896. Em 901, Etelfleda e Etelredo doaram terras e um cálice de ouro pesando trinta mancuses para o santuário de Santa Milburga na igreja de Much Wenlock.

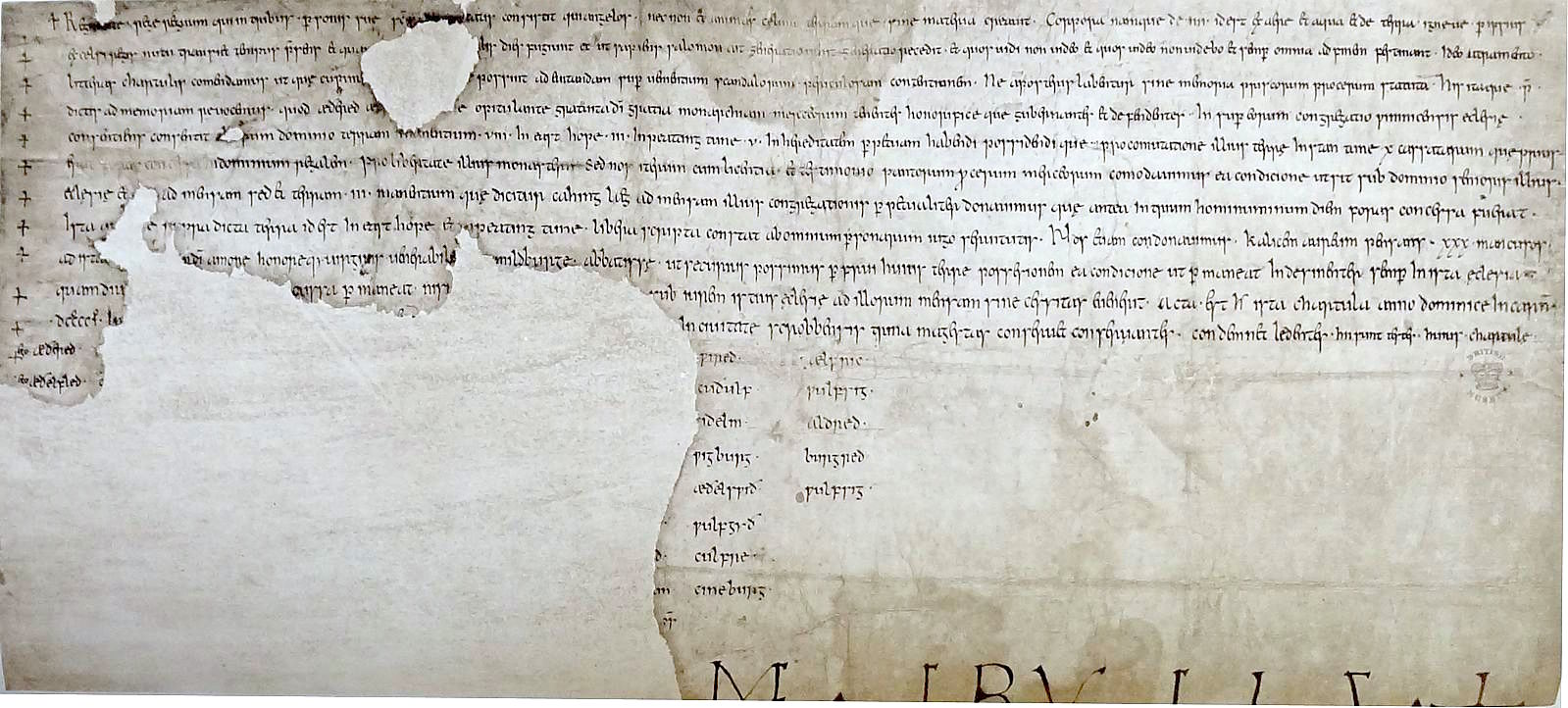
Concessão S 221, datada de 901, de Etelredo e Etelfleda, doando terras e um cálice de ouro para a igreja de Much Wenlock.

No final do século IX, Etelredo e Etelfleda fortificaram Worcester, com a permissão do rei Alfredo e a pedido do bispo Uerfrido, descrito na concessão como "seu amigo". Eles concederam à igreja de Worcester metade dos direitos de senhorio sobre a cidade, cobrindo o imposto sobre valor da terra e as despesas judiciais, e em troca a comunidade da catedral concordou perpetuamente em dedicar um salmo a eles três vezes por dia e uma missa e trinta salmos todos os sábados. Como os direitos de senhorio anteriormente pertenciam integralmente à igreja, isso representou o início da transferência do controle episcopal para o secular da cidade. Em 904, o bispo Uerfrido concedeu um arrendamento de terras na cidade para Etelredo e Etelfleda, para mantê-las sob custódia pelo resto de suas vidas e de sua filha Elfuína. A terra era valiosa, incluindo a maior parte da fachada do rio utilizável da cidade, e o controle dela permitiu que os governantes mércios dominassem e lucrassem com a cidade.
A saúde de Etelredo provavelmente piorou em algum período da década após a morte de Alfredo em 899, e Etelfleda pode ter se tornado a governante de facto da Mércia em 902. De acordo com os Três Fragmentos, os viquingues nórdicos (noruegueses) foram expulsos de Dublim e então fizeram um ataque malsucedido ao País de Gales. Quando isso fracassou, eles solicitaram permissão a Etelfleda, com seu marido doente, para se estabelecer perto de Chester. Etelfleda concordou e por algum tempo eles permaneceram pacíficos. Os viquingues nórdicos então se juntaram aos dinamarqueses em um ataque a Chester, mas não tiveram sucesso porque Etelfleda havia fortificado a cidade e ela e o marido persuadiram os irlandeses, entre os agressores, a mudar de lado. Outras fontes confirmam que os nórdicos foram expulsos de Dublim em 902 e que Etelfleda fortificou Chester em 907. Etelfleda refundou Chester como um burh e acredita-se que ela tenha aprimorado suas defesas romanas ao construir as muralhas dos cantos noroeste e sudeste do forte até o rio Dee. Simon Ward, que escavou um sítio anglo-saxão em Chester, vê a prosperidade posterior da cidade como devida muito ao planejamento de Etelfleda e Eduardo. Após a morte de Etelfleda, Eduardo encontrou forte resistência aos seus esforços para consolidar seu controle do noroeste e morreu lá em 924, logo após reprimir uma rebelião local. Etelredo estava bem o suficiente para testemunhar concessões em uma reunião da corte de Eduardo em 903, mas ele não testemunhou nenhuma concessão posterior sobrevivente.
Em 909, Eduardo enviou uma força saxã ocidental e mércia para o norte de Danelaw, onde atacou por cinco semanas. Os restos mortais do santo real Osvaldo da Nortúmbria foram apreendidos e levados de seu local de descanso na Abadia de Bardney em Lincolnshire para Gloucester. No final do século IX, Gloucester havia se tornado um burh com um traçado de ruas semelhante a Winchester, e Etelredo e Etelfleda haviam reparado suas antigas defesas romanas. Em 896, uma reunião do mérito witan foi realizada no salão real em Kingsholm, nos arredores da cidade. Os governantes da Mércia construíram uma nova igreja em Gloucester e, embora o edifício fosse pequeno, foi decorado em grande escala, com ricas esculturas. A igreja parece ter sido uma cópia exata da Old Minster, em Winchester. Ela foi inicialmente dedicada a São Pedro, mas quando os restos mortais de Osvaldo foram levados para Gloucester em 909, Etelfleda os transladou de Bardney para a nova igreja, que foi rebatizada de Santo Osvaldo em sua homenagem. As relíquias deram grande prestígio à igreja, pois Osvaldo foi um dos mais importantes santos fundadores do cristianismo anglo-saxão, bem como um monarca governante, e a decisão de transladar suas relíquias para Gloucester mostra a importância da cidade para Etelredo e Etelfleda, que foram enterrados na Catedral de Santo Osvaldo. Simon Keynes descreve a cidade como "a principal sede de seu poder" e Carolyn Heighway acredita que a fundação da igreja foi provavelmente um empreendimento familiar e dinástico, encorajado por Alfredo e apoiado por Eduardo e o bispo Uerfrido. Heighway e Michael Hare escreveram:
Na época em que a erudição e a religião inglesas atingiram seu ponto mais baixo, a Mércia e, em particular, o vale do baixo Severn parecem ter mantido os padrões tradicionais de aprendizagem. É neste contexto que a fundação de uma nova igreja em Gloucester por Etelredo e Etelfleda deve ser visto.
A Mércia tinha uma longa tradição de venerar santos reais e isso foi entusiasticamente apoiado por Etelredo e Etelfleda. Acredita-se que as relíquias santas dão legitimidade sobrenatural à autoridade dos governantes, e Etelfleda foi provavelmente responsável pela fundação ou refundação da Catedral de Chester e pela transferência para ela dos restos mortais da princesa mércia do século VII, Santa Verburga, de Hanbury em Staffordshire. Ela também pode ter traduzido as relíquias do príncipe martirizado da Nortúmbria, Alquimundo, de Derby para Shrewsbury. Em 910, os dinamarqueses retaliaram o ataque inglês do ano anterior, invadindo a Mércia, atacando até Bridgnorth em Shropshire. No caminho de volta, eles foram capturados por um exército inglês em Staffordshire e seu exército foi dizimado na Batalha de Tettenhall, abrindo caminho para a recuperação das Midlands dinamarquesas e da Ânglia Oriental na década seguinte.

## Senhora dos Mércios

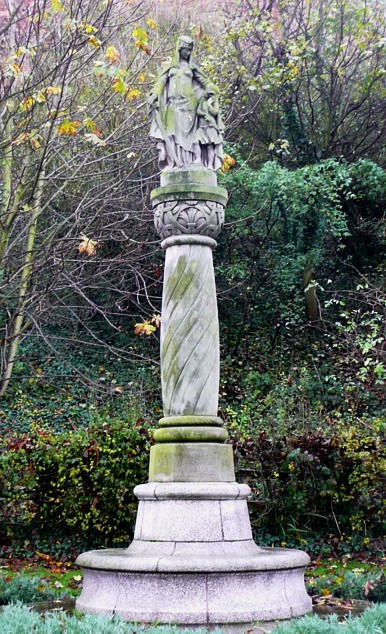
Estátua em Tamworth de Etelfleda com seu sobrinho Etelstano, erguida em 1913 para comemorar o milênio de sua fortificação da cidade.

Com a morte de seu marido em 911, Etelfleda tornou-se Myrcna hlædige, "Senhora dos Mércios". Ian Walker descreve sua sucessão como o único caso de uma governante de um reino na história anglo-saxônica e "um dos eventos mais exclusivos do início da história medieval". Em Wessex, as mulheres reais não tinham permissão para desempenhar qualquer papel político. A esposa de Alfredo não recebeu o título de rainha e nunca foi testemunha de concessões. Na Mércia, a irmã de Alfredo, Etelsvita, fora esposa do rei Burgredo de Mércia; ela testemunhou concessões como rainha e fez doações em conjunto com seu marido e em seu próprio nome. Etelfleda se beneficiou de uma tradição mércia de importância real e foi capaz de desempenhar um papel fundamental na história do início do século X como Senhora dos Mércios, o que não teria sido possível em Wessex.
Quando Etelredo morreu, Eduardo assumiu o controle das cidades mércias de Londres e Oxford e seu interior, que Alfredo havia colocado sob controle da Mércia. Ian Walker sugere que Etelfleda aceitou essa perda de território em troca do reconhecimento por seu irmão de sua posição na Mércia. Alfredo havia construído uma rede de burhs fortificados em Wessex, e Eduardo e Etelfleda agora embarcaram em um programa de estendê-los para consolidar suas defesas e fornecer bases para ataques aos viquingues. De acordo com Frank Stenton, Etelfleda liderou os exércitos mércios em expedições por ela planejadas. Ele comentou: "Foi graças à sua tutela da Mércia que seu irmão foi capaz de iniciar o movimento de avanço contra os dinamarqueses do sul, que é a característica marcante de seu reinado".
Etelfleda já havia fortificado um local desconhecido chamado Bremesburh em 910 e em 912 ela construiu defesas em Bridgnorth para cobrir uma travessia do rio Severn. Em 913, construiu fortes em Tamworth para se proteger contra os dinamarqueses em Leicester, e em Stafford para cobrir o acesso do Vale do Trent. Em 914, um exército mércio retirado de Gloucester e Hereford repeliu uma invasão viquingue da Bretanha, e o forte da colina de Eddisbury da Idade do Ferro foi reparado para proteger contra invasões da Nortúmbria ou Cheshire, enquanto Warwick foi fortificada como proteção adicional contra os dinamarqueses de Leicester. Em 915, Chirbury foi fortificada para proteger uma rota de Gales e Runcorn no rio Mersey. As defesas foram construídas antes de 914 em Hereford, e provavelmente em Shrewsbury e duas outras fortalezas, em Scergeat e Weardbyrig, que não foram localizadas.
Em 917, as invasões de três exércitos viquingues fracassaram, pois Etelfleda enviou um exército que capturou Derby e o território ao seu redor. A cidade era um dos Cinco Burgos de Danelaw, junto com Leicester, Lincoln, Nottingham e Stamford. Derby foi a primeiro a cair para os ingleses; ela perdeu "quatro de seus tanos que eram queridos para ela" na batalha. Tim Clarkson, que descreve Etelfleda como "renomada como uma líder de guerra competente", considera a vitória em Derby como "seu maior triunfo". No final do ano, os dinamarqueses da Ânglia Oriental se submeteram a Eduardo. No início de 918, Etelfleda ganhou a posse de Leicester sem oposição e a maior parte do exército dinamarquês local se submeteu a ela. Poucos meses depois, os líderes de Iorque governado por dinamarqueses se ofereceram para jurar lealdade a Etelfleda, provavelmente para garantir seu apoio contra os invasores nórdicos da Irlanda, mas ela morreu em 12 de junho de 918, antes que pudesse aproveitar a oferta. Nenhuma oferta semelhante foi feita a Eduardo. De acordo com os Três Fragmentos, em 918 Etelfleda liderou um exército de escoceses e ingleses nortumbrianos contra as forças lideradas pelo líder viquingue nórdico Ragnall na Batalha de Corbridge na Nortúmbria. Os historiadores consideram isso improvável, mas ela pode ter enviado um contingente para a batalha. Ambos os lados reivindicaram a vitória, mas Ragnall foi capaz de estabelecer-se como governante da Nortúmbria. Nos Três Fragmentos, Etelfleda também formou uma aliança defensiva com os escoceses e os bretões de Strathclyde, uma reivindicação aceita por Clarkson.
Pouco se sabe sobre as relações de Etelfleda com os galeses. O único evento registrado ocorreu em 916, quando ela enviou uma expedição para vingar o assassinato de um abade mércio e seus companheiros; seus homens destruíram o crannóg real de Brycheiniog no Lago Llangorse e capturaram a rainha e trinta e três de seus acompanhantes. De acordo com uma versão da Crônica Anglo-Saxônica fortemente simpática a Eduardo, o Velho, após a morte de Etelfleda "os reis entre os galeses, Hywel e Clydog e Idwal, e todo os galeses procuraram ter [Eduardo] como seu senhor". Hywel Dda era rei de Dyfed no sudoeste do País de Gales, Clydog ap Cadell provavelmente rei de Powys no nordeste e Idwal Foel rei de Venedócia no noroeste. Gwent, no sudeste do País de Gales, já estava sob o domínio da Saxônia Ocidental, mas, na visão de Charles-Edwards, esta passagem mostra que os outros reinos galeses estavam sob o domínio da Mércia até que Eduardo assumisse o poder direto sobre a Mércia.
Nenhuma moeda foi emitida com o nome de Etelredo ou Etelfleda nelas, mas na década de 910 moedas de prata foram cunhadas nas cidades do oeste da Mércia com desenhos ornamentais incomuns no verso e isso pode ter refletido o desejo de Etelfleda de distinguir a espécie emitida sob seu controle daquela do seu irmão. Após sua morte, as reversões das moedas da Mércia Ocidental foram novamente as mesmas que as das moedas produzidas em Wessex. Nenhuma concessão de Eduardo sobreviveu durante o período entre 910 e sua morte em 924, enquanto duas sobreviveram no único nome de Etelfleda, S 224, possivelmente datada de 914 e S 225, datada de 9 de setembro de 915, emitido em Weardbyrig, um dos burhs que ela construiu em um local não identificado.

## Morte e consequências

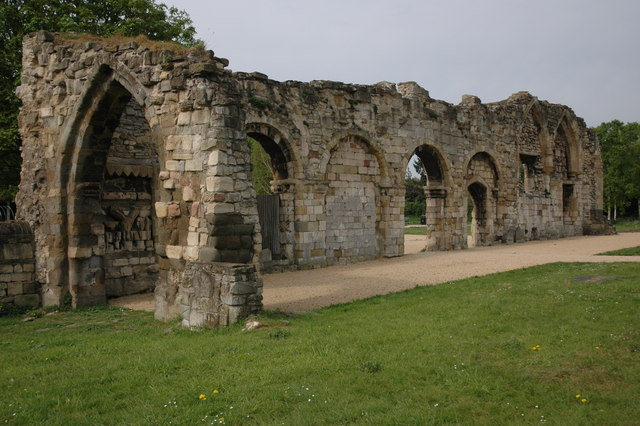
Arcos dos séculos XII e XIII do Priorado de Santo Osvaldo, Gloucester, onde Etelfleda e Etelredo foram enterrados.

Etelfleda morreu em Tamworth em 12 de junho de 918 e seu corpo foi levado 121 km para Gloucester, onde ela foi enterrada com seu marido em sua fundação, a Catedral de Santo Osvaldo. De acordo com o Registro Mércio, Etelfleda foi enterrada no pórtico leste. Um edifício adequado para um mausoléu real foi encontrado por investigação arqueológica na extremidade leste da igreja e este pode ter sido local do túmulo de Santo Osvaldo. O terreno ao lado do túmulo do santo teria sido um local de sepultamento de prestígio para Etelredo e Etelfleda. Guilherme de Malmesbury escreveu que suas sepulturas foram encontradas no pórtico sul durante as obras de construção no início do século XII. Ele pode ter sido mal informado sobre a posição, mas também é possível que os túmulos tenham sido movidos de sua posição de prestígio ao lado do santo, quando o casal se tornou menos conhecido com o tempo ou quando reis do século X agiram para minimizar a honra prestada aos seus predecessores mércios.
A escolha do local de sepultamento foi simbólica. Victoria Thompson argumenta que, se Etelfleda tivesse escolhido o mausoléu real de Eduardo em Winchester como o local de sepultamento para seu marido e ela, isso teria enfatizado a posição de subordinado da Mércia, ao passo que um cemitério real tradicional da Mércia, como Repton, teria sido uma provocativa declaração de independência; Gloucester, perto da fronteira com Wessex, era um meio-termo entre os dois. Martin Ryan vê a fundação como "algo como um mausoléu real, destinado a substituir o que foi destruído pelos viquingues em Repton (Derbyshire)". Etelfleda morreu alguns meses antes de ver a conquista final do sul de Danelaw por Eduardo. Ela foi sucedida como Senhora dos Mércios por sua filha, Elfuína, mas no início de dezembro de 918 Eduardo a depôs e tomou a Mércia sob seu controle. Muitos mércios não gostavam da subordinação de seu antigo reino a Wessex, e Wainwright descreve o comentário do analista mércio da deposição de Elfuína como "carregada de ressentimento". Eduardo morreu em 924 em Farndon, em Cheshire, alguns dias depois de acabar com uma rebelião de mércios e galeses em Chester.

## Legado
Para a versão saxônica ocidental da Crônica Anglo-Saxônica, Etelfleda era apenas irmã do rei Eduardo, enquanto para o Registro Mércio ela era a Senhora dos Mércios. Os anais irlandeses e galeses a descreveram como uma rainha e os Anais do Ulster, que ignoram as mortes de Alfredo e Eduardo, a descreveram como famosissima regina Saxonum (renomada rainha saxônica). Ela também foi elogiada por historiadores anglo-normandos como João de Worcester e Guilherme de Malmesbury, que a descreveram como "uma ascensão poderosa à facção [de Eduardo], o deleite de seus súditos, o medo de seus inimigos, uma mulher de alma generosa". Ele afirmou que ela se recusou a fazer sexo depois do nascimento de sua única filha porque "era impróprio da filha de um rei ceder a um deleite que, depois de algum tempo, produzia consequências tão dolorosas". De acordo com Nick Higham, "sucessivos escritores medievais e modernos ficaram bastante cativados por ela" e a reputação de seu irmão sofreu injustamente em comparação. No século XII, Henrique de Huntingdon prestou sua própria homenagem a ela:
Heróica Etelfleda! grande em fama marcial,
Um homem valente, embora mulher no nome:
Vós exércitos guerreiros, vós, a natureza também obedecia,
Conquista de ambos, embora nascido do sexo como uma donzela.
Chang seria o seu nome, tais triunfos de honra trazem.
Uma rainha por título, mas de fato um rei.
Heróis antes da heroína da Mércia ser dominada:
O próprio César para ganhar tal glória fracassou.

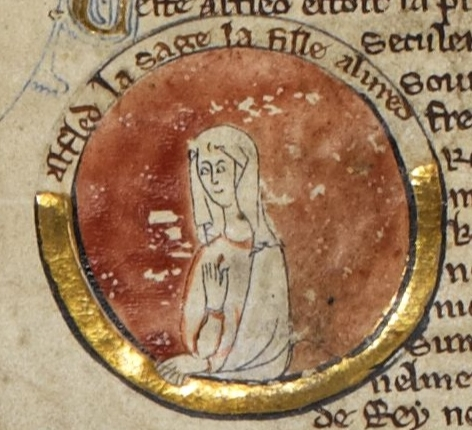
Etelfleda no século XIII Crônica Genealógica dos Reis Ingleses, Biblioteca Real Britânica MS 14 B V

Alguns historiadores acreditam que Etelredo e Etelfleda eram governantes independentes. No Handbook of British Chronology, David Dumville refere-se a "Q. Etelfleda" e comenta, "Os títulos dados a ela por todas as fontes (hlæfdige, regina) implicam que ela exercia o poder real e autoridade". Alex Woolf concorda e Pauline Stafford descreve Etelfleda como "a última rainha da Mércia", referida nas concessões em termos como "pelo dom da misericórdia de Cristo governando o domínio dos mércios". Stafford argumenta que Etelredo e Etelfleda exerceram a maioria ou todos os poderes de um monarca após a morte de Alfredo, mas teria sido um ato provocativo reivindicar formalmente a realeza, especialmente após a rebelião de Etelvoldo. Stafford a vê como uma "rainha guerreira", "Como ... Isabel I, ela se tornou uma maravilha para as gerações posteriores." De acordo com Charles Insley,
A suposição de que a Mércia estava em algum tipo de limbo neste período, subordinada a Wessex e esperando para ser incorporada à "Inglaterra" não pode ser sustentada   ... a morte de Etelredo em 911 mudou pouco, pois sua formidável esposa continuava como única governante da Mércia até sua morte em 918. Só então a existência independente da Mércia chegou ao fim.
Wainwright vê Etelfleda como voluntariamente aceitando um papel subordinado em uma parceria com seu irmão e concordando com seu plano de unificação de Wessex e Mércia sob seu governo. Wainwright argumenta que provavelmente enviou seu filho mais velho, Etelstano, para ser criado na Mércia, para torná-lo mais aceitável para os mércios como rei; Etelfleda não parece ter tentado encontrar um marido para sua filha, que devia ter quase trinta anos por volta de 918. Na opinião de Wainwright, ela foi ignorada nas fontes da Saxônia Ocidental por medo de que o reconhecimento de suas realizações encorajasse o separatismo mércio:
[Etelfleda] desempenhou um papel vital na Inglaterra no primeiro quarto do século X. O sucesso das campanhas de Eduardo contra os dinamarqueses dependia em grande parte da cooperação dela. Nas Midlands e no Norte, ela passou a dominar a cena política. E a maneira como ela usou sua influência ajudou a tornar possível a unificação da Inglaterra sob os reis da casa real saxônica ocidental. Mas sua reputação sofreu com a má publicidade, ou melhor, com uma conspiração do silêncio entre seus contemporâneos saxões ocidentais.
Simon Keynes aponta que todas as moedas foram emitidas em nome de Eduardo e, embora os governantes mércios pudessem emitir algumas concessões por conta própria, outros reconheceram o senhorio de Eduardo. Em 903, um ealdormano mércio "fez uma petição ao rei Eduardo, e também a Etelredo e Etelfleda, que então detinham o governo e o poder sobre o povo mércio sob subordinação ao rei citado". Keynes argumenta que uma nova política foi criada quando Etelredo se submeteu a Alfredo na década de 880, cobrindo Wessex e a Mércia inglesa (ocidental). Na visão de Keynes, "a conclusão parece inescapável de que a política alfrediana da realeza 'dos anglo-saxões' persistiu no primeiro quarto do século X, e que os mércios estavam, portanto, sob o domínio de Eduardo desde o início de seu reinado". Ryan acredita que os governantes mércios "tinham uma parcela considerável, porém subordinada, da autoridade real".
Na opinião de Higham, Keynes defende fortemente que Eduardo governou um Estado anglo-saxão com uma unidade administrativa e ideológica em desenvolvimento, mas que Etelredo e Etelfleda fizeram muito para encorajar uma identidade separada da Mércia, como estabelecer cultos aos santos mércios em seus novos burhs, bem como reverência por seu grande santo real da Nortúmbria em Gloucester:
Deve permanecer alguma dúvida quanto à extensão em que as intenções de Eduardo para o futuro foram compartilhadas em todos os aspectos por sua irmã e cunhado, e alguém fica a se perguntar o que poderia ter acontecido se seu único filho fosse homem em vez de mulher. As visões celtas de Etelredo e Etelfleda como rei e rainha certamente oferecem uma visão contemporânea diferente e igualmente válida sobre a política complexa dessa transição para um novo Estado inglês. 

## Comemoração
Em junho de 2018, o funeral de Etelfleda foi reencenado diante de uma multidão de 10 mil pessoas em Gloucester, como parte de uma série de eventos de história viva marcando o 1 100.º aniversário de sua morte.

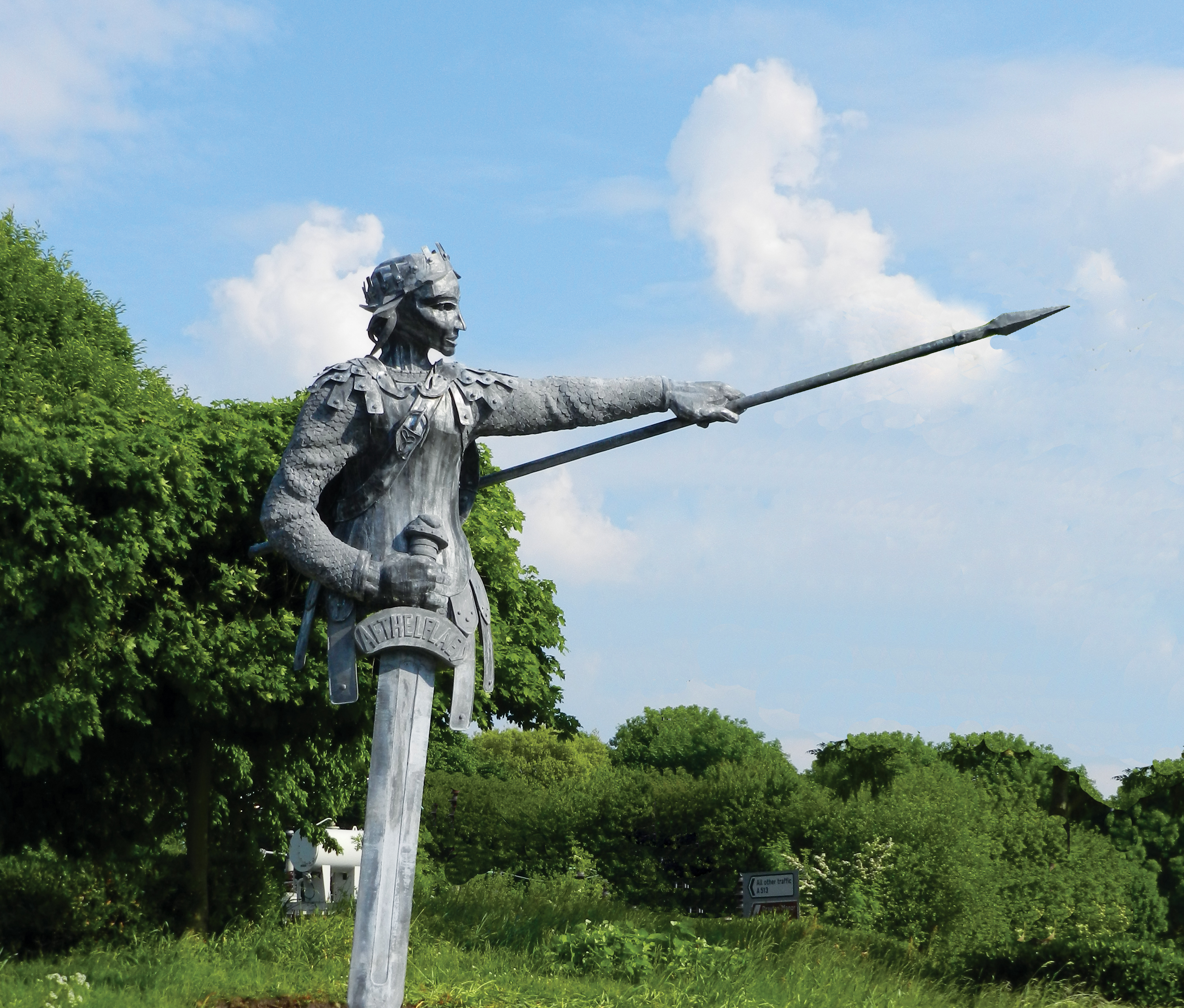
A nova estátua de Etelfleda na parte externa da estação ferroviária de Tamworth, erguida para comemorar 1 100 anos desde sua morte em Tamworth. Sua lança indica para os visitantes a direção para o centro da cidade e o Castelo de Tamworth

O 1 100.º aniversário da morte de Etelfleda foi marcado ao longo de 2018 em Tamworth com uma série de eventos importantes, incluindo a inauguração de uma nova estátua de seis metros, a criação da maior obra de arte comunitária de todos os tempos na cidade, um importante serviço religioso comemorativo, palestras, uma caminhada guiada especial, cerveja comemorativa e um fim de semana de conferência acadêmica atraindo acadêmicos e delegados de todo o mundo.

## Na cultura popular
Ela é interpretada pela atriz inglesa Millie Brady na série de televisão The Last Kingdom.

## Citações
1. ↑  Keynes & Lapidge 1983, pp. 11–12.
2. ↑  Stenton 1971, pp. 246–248.
3. ↑  
Williams 1991b; Williams 1991c.
4. ↑  Stenton 1971, p. 255.
5. ↑  
Costambeys 2004b; Charles-Edwards 2013, pp. 490–491.
6. 1 2  Miller 2011.
7. ↑  Wainwright 1975, p. 324.
8. ↑  Clarkson 2018, pp. 179–80.
9. ↑  
Wainwright 1975, pp. 174, 306–309; Stafford 2007, pp. 101–103.
10. 1 2  Higham 2001a, pp. 3–4.
11. ↑  Dockray-Miller 2000, p. 55.
12. 1 2 3 4 5 6 7 8 9  Costambeys 2004a.
13. 1 2  Bailey 2001, p. 112.
14. ↑  
Costambeys 2004a; Stafford 2001, pp. 44–45.
15. ↑  Bailey 2001, pp. 112–113.
16. ↑  Keynes & Lapidge 1983, pp. 175, 177, 321, 323.
17. ↑  
Keynes 1998, pp. 27–28; Bailey 2001, pp. 112–113.
18. ↑  Ryan 2013, p. 301.
19. ↑  Abels 1998, pp. 180–181.
20. ↑  Walker 2000, p. 69.
21. ↑  Woolf 2001, p. 98.
22. ↑  Blair 2005, p. 306.
23. ↑  Gretsch 2001, p. 287.
24. ↑  Blair 2005, pp. 306–309.
25. ↑  Keynes 1998, pp. 27–29.
26. ↑  
Thacker 1985, p. 5; Charter S 221.
27. ↑  
Lapidge 1993, p. 13; Charter S 221.
28. ↑  
Baker & Holt 2004, p. 133; Thompson 2004, pp. 18–19; Blair 2005, p. 333.
29. ↑  
Williams 1991a; Stenton 1971, p. 324, n. 1; Wainwright 1975, pp. 308–309.
30. ↑  Bailey 2001, p. 113.
31. ↑  Hart 1973, p. 116.
32. ↑  Walker 2000, pp. 93–94.
33. ↑  
Wainwright 1975, pp. 79–85; Charles-Edwards 2013, pp. 502–503.
34. ↑  Hadley 2006, p. 170.
35. ↑  Ward 2001, pp. 162, 166.
36. ↑  Griffiths 2001, p. 167.
37. ↑  
Charter 367; Clarkson 2018, p. 95; Keynes 2001, pp. 52-54.
38. 1 2  Stenton 1971, p. 323.
39. ↑  
Heighway 2001, pp. 102–03; Baker & Holt 2004, pp. 20, 366–367.
40. ↑  Heighway & Hare 1999, pp. 7–8.
41. ↑  Blair, Rippon & Smart 2020, pp. 4, 103.
42. ↑  Heighway 1984, pp. 45–46.
43. ↑  Keynes 1999, p. 462.
44. ↑  Heighway 2001, pp. 109–110.
45. ↑  Heighway & Hare 1999, p. 10.
46. ↑  Thacker 2001, p. 256.
47. ↑  
Thacker 2014, p. 105; Meijns 2010, pp. 473–476; Thacker 2001, p. 256.
48. ↑  Ethelfleda and Athelstan.
49. ↑  Walker 2000, p. 96.
50. ↑  Stafford 1981, pp. 3–4.
51. ↑  Walker 2000, p. 99.
52. ↑  Stenton 1971, p. 324.
53. ↑  
Costambeys 2004a; Stenton 1971, pp. 325–327.
54. ↑  Clarkson 2018.
55. ↑  Clarkson 2014, p. 58.
56. ↑  Stenton 1971, pp. 328–329.
57. ↑  
Costambeys 2004a; Woolf 2007, pp. 142–144.
58. ↑  Clarkson 2014, pp. 59–61.
59. ↑  
Costambeys 2004a; Fleming 2010, pp. 222–226.
60. ↑  
Charles-Edwards 2001, p. 103; Charles-Edwards 2013, pp. 497–510.
61. ↑  Lyon 2001, pp. 67, 73.
62. ↑  Keynes 2001, p. 55.
63. ↑  
Sawyer 1979, pp. 1-2; Kelly 2000, pp. 85-88.
64. ↑  
Heighway & Hare 1999, pp. 11–12; Baker & Holt 2004, pp. 20–22, 101.
65. ↑  Thompson 2004, p. 14.
66. 1 2  Ryan 2013, p. 298.
67. ↑  Hall 2014, p. 519.
68. ↑  Wainwright 1975, pp. 323–324.
69. ↑  Stenton 1971, p. 339.
70. ↑  Wainwright 1975, p. 309.
71. ↑  Charles-Edwards 2013, p. 497.
72. ↑  Wainwright 1975, p. 320.
73. ↑  Szarmach 1998, pp. 125–126.
74. ↑  Szarmach 1998, p. 125.
75. ↑  Henry of Huntingdon (1968) [1853; Londres, UK: H. G. Bohn]. The Chronicle of Henry of Huntingdon. Traduzido por Forester, Thomas. Nova Iorque, NY: AMS Press. OCLC 222137748; citado em Szarmach 1998, p. 125.
76. ↑  Dumville 1996, p. 17.
77. ↑  Woolf 2007, p. 132.
78. ↑  Stafford 2001, pp. 45–49.
79. ↑  Insley 2009, p. 330.
80. ↑  Wainwright 1975, pp. 310, 323–324.
81. ↑  Wainwright 1975, p. 305.
82. ↑  
Keynes 1998, pp. 37–38; Keynes 1999, pp. 459–464.
83. ↑  Higham 2001b, pp. 307–308.
84. ↑  «Gloucester funeral procession honours Aethelflaed, Lady of the Mercians». BBC News. 10 de junho de 2018
85. ↑  «Aethelflaed, Tamworth's Warrior Queen, Installation and opening-event.». jamedia.uk. 20 de maio de 2018
86. ↑  «Luke Perry, artist, on making Aethlflaed, Warrior Queen of Tamworth». jamedia.uk. 20 de maio de 2018
87. ↑  «Aethelflaed | visittamworth». www.visittamworth.co.uk. Consultado em 4 de outubro de 2021